# آنات پای
آنات پای (به انگلیسی: Anant Pai؛ به هندی: अनंत पई؛ ۱۷ سپتامبر ۱۹۲۹–۲۴ مارس ۲۰۱۱) که مردم او را با عنوان عمو پای می‌شناختند یک کارشناس آموزش و پرورش و پیشگام در کمیک هندی اهل کشور هندوستان است.